# 城巴23B線
城巴23B線是由城巴營運的香港島的一條日間巴士路線，提供空調巴士服務，上午繁忙時間單向行走寶馬山至高主教書院（逢上學日07:10有一班次由柏道開出），下午繁忙時間單向行走聖士提反女子中學至寶馬山。

## 歷史
- 1974年4月22日：本線投入服務，祇於平日早上至黃昏提供服務，並來往北角碼頭及柏道，由中巴經營。
- 1975年8月11日：本線改為每天早上至黃昏服務。
- 1983年5月2日：本線總站由北角碼頭縮短至銅鑼灣近皇仁書院。
- 1989年：本線總站由銅鑼灣近皇仁書院遷至天后站。
- 1992年9月16日：本線總站由天后站遷至勵德邨。
- 1998年9月1日：本線改由新巴營辦。
- 1999年6月28日：本線總站由勵德邨遷至寶馬山，並改為全空調服務。
- 2001年7月22日：本線來回程改經大坑道天橋及告士打道，不經銅鑼灣。
- 2002年5月5日：本線恢復行經銅鑼灣及灣仔。
- 2004年4月26日：本線改為平日早上至黃昏服務。
- 2008年8月4日：本線改為平日繁忙時間單向服務。
- 2011年3月28日：本線往羅便臣道方向改經皇后大道東（西行），不再途經天樂里及軒尼詩道
- 2011年7月4日：本線往寶馬山方向取消繞經美利道，不再停靠美利道停車場外的巴士站
- 2011年7月25日：本線往羅便臣道方向總站由英華女學校延長至高主教書院。
- 2015年5月11日：往柏道方向改經軒尼詩道，不再途經皇后大道東。
- 2017年1月16日：作出以下改動：
  - 所有班次改為只於星期一至五上課日提供服務；
  - 來回程改經怡和街，不再途經禮頓道；
  - 往羅便臣道方向取消禮頓道「加路連山道」及「紀利華木球會」站，並改停軒尼詩道「希慎廣場」及「堅拿道東」站；
  - 往寶馬山方向取消「利舞臺廣場」、「雲翠大廈」及「邊寧頓街」站，改停怡和街「百德新街」站；
  - 下午由聖士提反女子中學開出之班次由7班減至5班，並提早尾班車時間至17:00。
- 2018年4月30日：增設實時抵站時間查詢服務。
- 2021年8月30日：來回方向削減2班車。[1]
- 2023年7月1日：因應城巴新巴專營權合併，本線改由城巴經營。

## 服務時間及班次
- 星期一班五上課日：
  - 寶馬山開：07:05、07:40、08:15
  - 柏道開：07:10、15:30、16:00、16:35

星期六、日、公眾假期及學校假期不設服務

## 收費
全程：$8.7
- 勵德邨勵潔樓往羅便臣道：$8.1
- 香港中央圖書館往羅便臣道／明愛中心往寶馬山：$7.6
- 明愛中心往羅便臣道：$6.3
- 史釗域道往寶馬山：$5.2

| - 本線設有12歲以下小童及65歲或以上長者半價優惠。 - 65歲或以上香港居民使用「樂悠咭」，以及12歲以下合資格殘疾兒童使用「殘疾人士身份」個人八達通繳付車資，均可享有每程$2.0或半價（以較低者為準）的票價優惠；12至64歲合資格殘疾人士使用「殘疾人士身份」個人八達通（包括「樂悠咭」），以及60至64歲香港居民使用「樂悠咭」繳付車資，均可享有每程$2.0或全費（以較低者為準）的票價優惠。 - 65歲或以上長者如使用長者或一般個人八達通繳付車資，則只可享有半價優惠；12至64歲合資格殘疾人士如不使用「殘疾人士身份」個人八達通，以及60至64歲人士如不使用「樂悠咭」繳付車資，必須繳付全費。 - 乘客可以現金或八達通於上車時付款，不設找續。 - 每位成人乘客可免費攜帶最多兩名4歲以下而不佔座位的兒童乘客乘車，超額之4歲以下小童必須繳付小童車費乘車。 - 九龍巴士、城巴及龍運巴士全職員工及家屬（不包括外判職員）可免費乘搭本路線，惟必須拍職員或職員家屬八達通。 - 乘客亦可使用AlipayHK「易乘碼」、支付寶、WeChatHK／微信支付「搭車碼」、銀聯雲閃付「乘車碼」及BOC Pay「乘車碼」、具有感應式支付功能的VISA、Mastercard及銀聯卡，以及Apple Pay、Google Pay及Samsung Pay流動支付平台繳付車資。使用此支付方式的乘客可享有中途下車之分段收費，以及與其他城巴獨營路線或聯營線城巴班次之轉乘優惠，惟不適用於與非城巴路線之轉乘優惠。乘客亦不能享有「公共交通費用補貼計劃」及「長者及合資格殘疾人士公共交通票價優惠計劃」。 |

## 行車路線
寶馬山開經：寶馬山道、雲景道、怡景道、勵德邨道、大坑道、銅鑼灣道、摩頓臺、高士威道、禮頓道、摩理臣山道、天樂里、軒尼詩道、金鐘道、紅棉路、堅尼地道、上亞厘畢道、堅道、般咸道、柏道及羅便臣道。
柏道開經：柏道、羅便臣道、衛城道、堅道、上亞厘畢道、花園道、天橋、金鐘道、軒尼詩道、波斯富街、禮頓道、邊寧頓街、怡和街、銅鑼灣道、天橋、大坑道、勵德邨道、怡景道、雲景道、寶馬山道及校園徑。

### 沿線車站

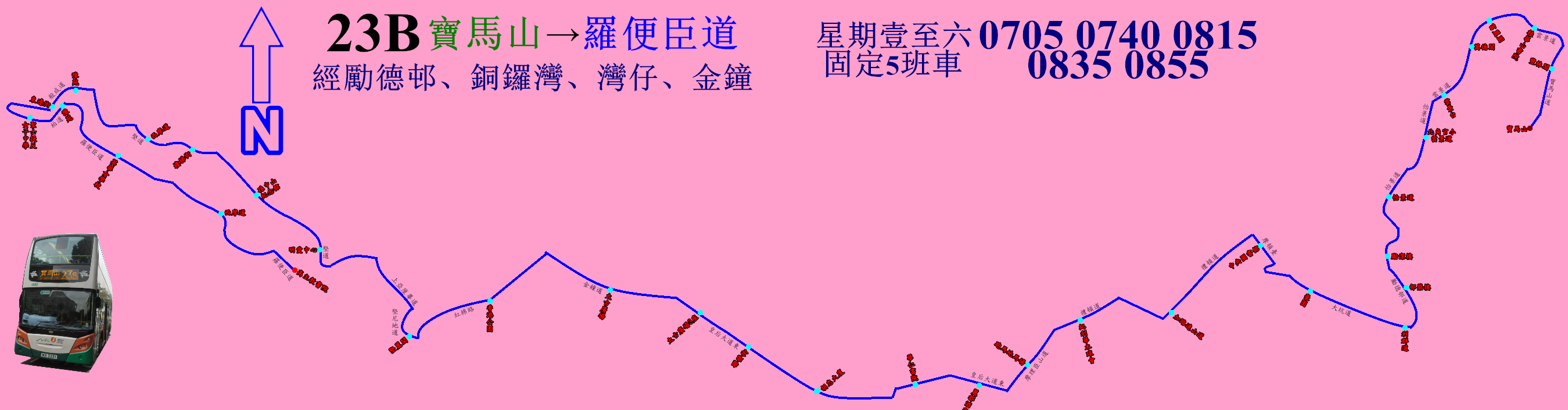
此線往羅便臣道方向的走線圖

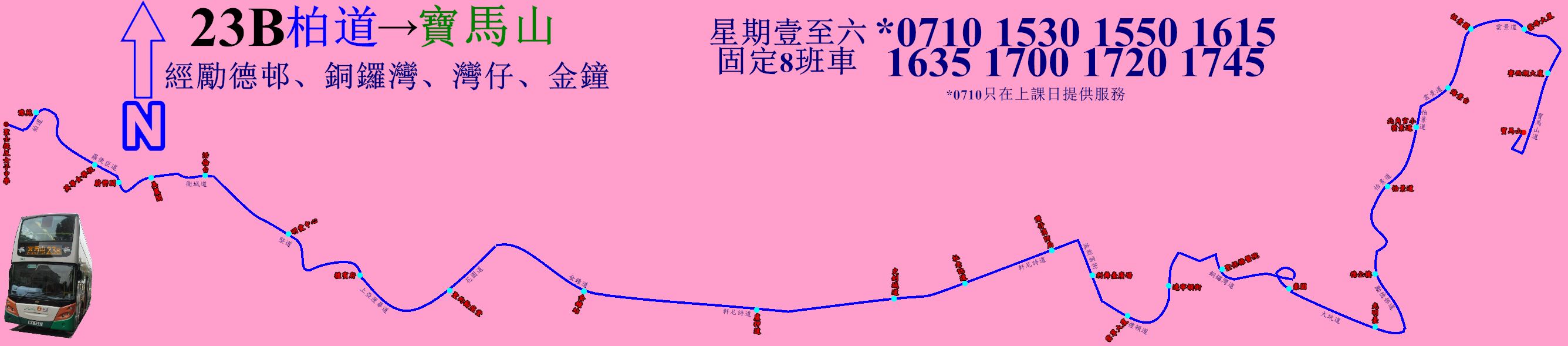
此線往寶馬山方向的走線圖

| 寶馬山開 | 寶馬山開               | 寶馬山開             | 柏道開 | 柏道開                 | 柏道開               |
| 序號     | 車站名稱               | 位置                 | 序號   | 車站名稱               | 位置                 |
| -------- | ---------------------- | -------------------- | ------ | ---------------------- | -------------------- |
| 1        | 寶馬山                 | 寶馬山公共運輸交匯處 | 1      | 聖士提反女子中學       | 柏道                 |
| 2        | 豐林閣                 | 寶馬山道             | 2      | 豫苑                   | 柏道                 |
| 3        | 桂華山中學             | 雲景道               | 3      | 英華女學校             | 羅便臣道             |
| 4        | 富麗園                 | 雲景道               | 4      | 蔚巒閣                 | 羅便臣道             |
| 5        | 萬德閣                 | 雲景道               | 5      | 美麗閣                 | 衛城道               |
| 6        | 雲景台                 | 雲景道               | 6      | 活倫台                 | 衛城道               |
| 7        | 北角官立小學（雲景道） | 怡景道               | 7      | 明愛中心               | 堅道                 |
| 8        | 怡景道                 | 怡景道               | 8      | 香港禮賓府             | 上亞厘畢道           |
| 9        | 勵德邨勵潔樓           | 勵德邨道             | 9      | 聖約翰座堂             | 花園道               |
| 10       | 勵德邨邨榮樓           | 勵德邨道             | 10     | 金鐘站                 | 金鐘道               |
| 11       | 利群道                 | 大坑道               | 11     | 盧押道                 | 軒尼詩道             |
| 12       | 豪園                   | 大坑道               | 12     | 史釗域道               | 軒尼詩道             |
| 13       | 香港中央圖書館         | 摩頓台               | 13     | 杜老誌道               | 軒尼詩道             |
| 14       | 加路連山道             | 禮頓道               | 14     | 灣仔消防局             | 軒尼詩道             |
| 15       | 紀利華木球會           | 禮頓道               | 15     | 百德新街               | 怡和街               |
| 16       | 北海中心               | 軒尼詩道             | 16     | 聖保祿醫院             | 銅鑼灣道             |
| 17       | 軒尼詩道官立小學       | 軒尼詩道             | 17     | 豪園                   | 大坑道               |
| 18       | 修頓球場               | 軒尼詩道             | 18     | 光明臺                 | 大坑道               |
| 19       | 晏頓街                 | 軒尼詩道             | 19     | 勵德邨德全樓           | 勵德邨道             |
| 20       | 太古廣場               | 金鐘道               | 20     | 怡景道                 | 怡景道               |
| 21       | 香港公園               | 紅棉路               | 21     | 北角官立小學（雲景道） | 怡景道               |
| 22       | 堅麗閣                 | 堅尼地道             | 22     | 海景台                 | 雲景道               |
| 23       | 明愛中心               | 堅道                 | 23     | 恆景園                 | 雲景道               |
| 24       | 孫中山紀念館           | 堅道                 | 24     | 雲峰大廈               | 雲景道               |
| 25       | 樓梯街                 | 堅道                 | 25     | 賽西湖大廈             | 寶馬山道             |
| 26       | 西摩道                 | 堅道                 | 26     | 寶馬山                 | 寶馬山公共運輸交匯處 |
| 27       | 豫苑                   | 般咸道               |        |                        |                      |
| 28       | 東邊街                 | 般咸道               |        |                        |                      |
| 29       | 聖士提反女子中學       | 柏道                 |        |                        |                      |
| 30       | 豫苑                   | 柏道                 |        |                        |                      |
| 31       | 英華女學校             | 羅便臣道             |        |                        |                      |
| 32       | 西摩道                 | 羅便臣道             |        |                        |                      |
| 33       | 高主教書院             | 羅便臣道             |        |                        |                      |

## 客量
本線使用量持續偏低，於08:35及08:55往羅便臣道方向2班車和17:00往寶馬山班次平均載客量分別只有約25%和20%，故於2021年8月30日起本線來回削減2班車。